# Kagerplassen
I Kagerplassen o Kager Plassen (letteralmente: "Laghi di (De) Kaag"; pron.: /ka:xɐ:plassə(ƞ)/) costituiscono una zona lacustre dei Paesi Bassi, situata nella provincia dell'Olanda meridionale, a nord-est della città di Leida. Il punto più estremo a nord bagna invece il comune di Haarlemmermeer, facente parte della provincia dell'Olanda settentrionale.
Prendono il nome dalla località di De Kaag, villaggio del comune di Kaag en Braassem.
Formano, insieme al Braassemermeer, il Wijde Aa e i Westeinderplassen, i cosiddetti "Hollandse Plassen" ("Laghi Olandesi") o - come venivano chiamati un tempo - "Leidse Meren" ("Laghi di Leida").
La zona è frequentata dagli amanti degli sport acquatici ed ha ispirato in passato anche pittori famosi quali Rembrandt e Jan Steen.

## Geografia

### Collocazione
I laghi si trovano al confine tra le province dell'Olanda meridionale (Zuid-Holland) e dell'Olanda settentrionale (Noord-Holland), tra Warmond, Oud Ade, Haarlemmermeer e Sassenheim e bagnano 17 località, distribuite nel territorio di cinque comuni (Leida, Kaag en Braassem, Leiderdorp, Oegstgeest e Teylingen).

### Località

#### Comune di Kaag en Braassem
- Kaag en Braassem

- Bilderdam
- De Kaag
- Hoogmade
- Leimuiden
- Nieuwe Wetering
- Oude Wetering
- Rijnsaterwoude
- Rijpwetering
- Roelofarendsveen
- Woubrugge

#### Comune di Leida
- Leida

#### Comune di Leiderdorp
- Leiderdorp

#### Comune di Oegstgeest
- Oegstgeest

#### Comune di Teylingen
- Teylingen

- Sassenheim
- Voorhout
- Warmond

##### Comune di Haarlemmermeer
- Buitenkaag

### Isole
- Boterhuiseiland
- Faljeril
- Kagereiland (dove si trova la località di De Kaag)
- Lakerpolder
- Kogjespolder

## Edifici e luoghi d'interesse

### Mulini a vento
Nella zona si trovano numerosi mulini a vento. Tra questi figurano:
- Boterhuimolen, a Warmond
- Bovenkruier
- Grondzeiler
- Onderkruier
- Poldermolen
- Standerdmolen
- Weidermolen
- Wipmolen

## Galleria d'immagini

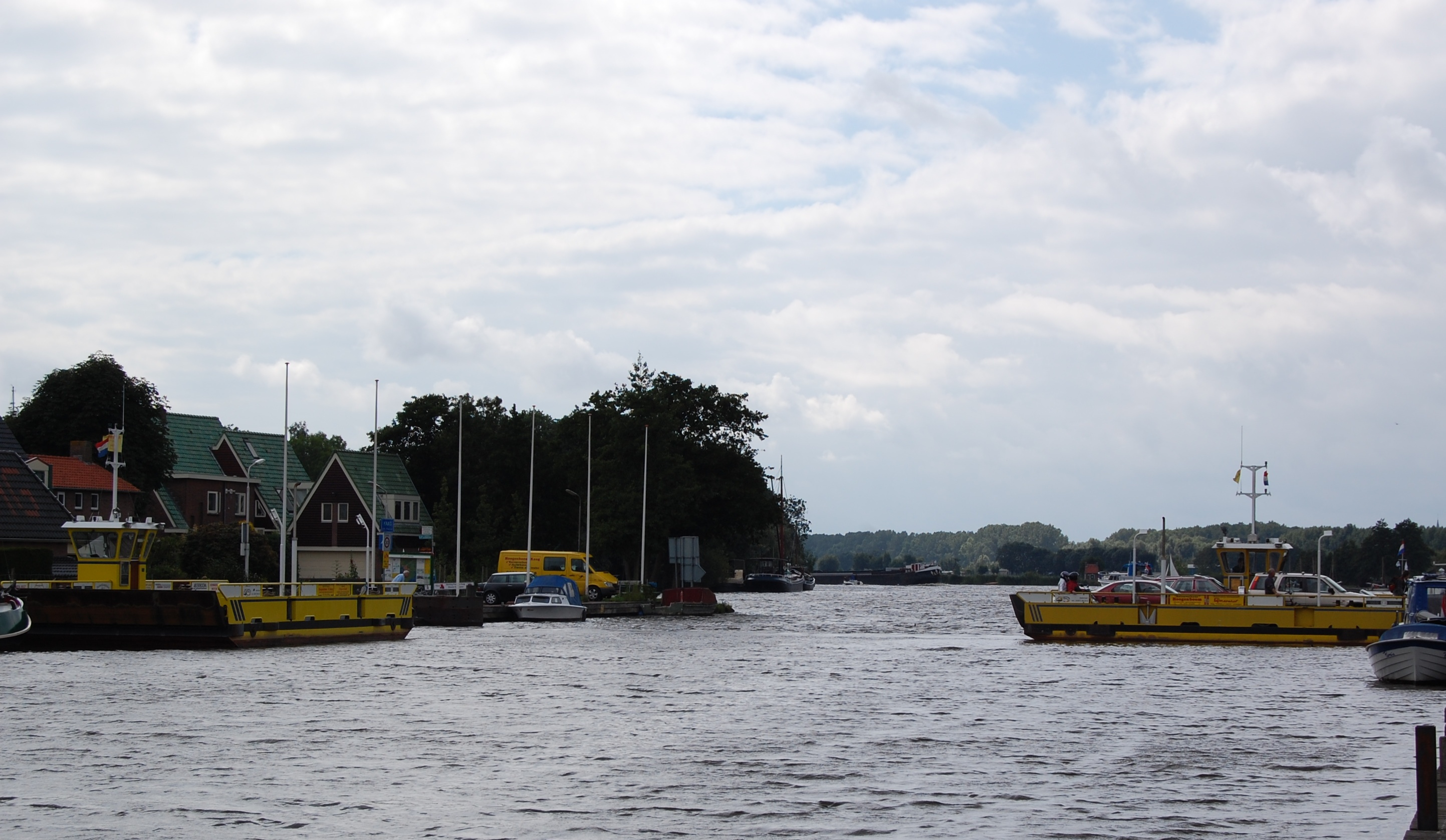
Traghetti che attraversano i Kagerplassen
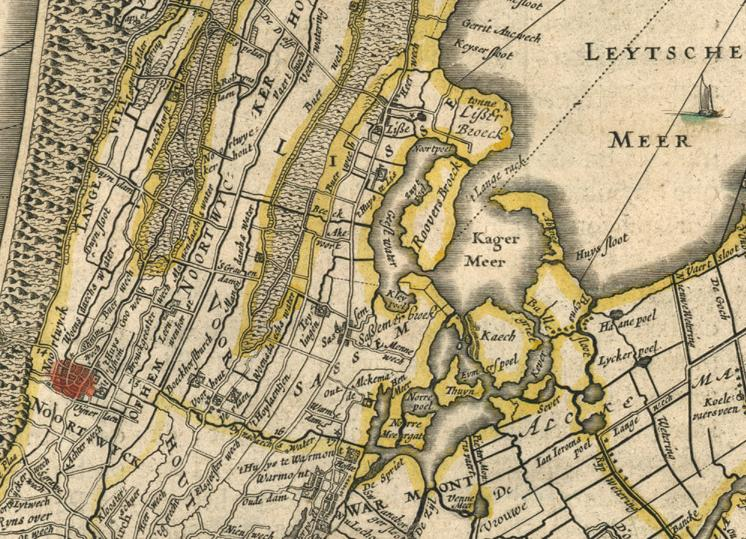
Mappa dei Kagerplassen (1665 ca.)
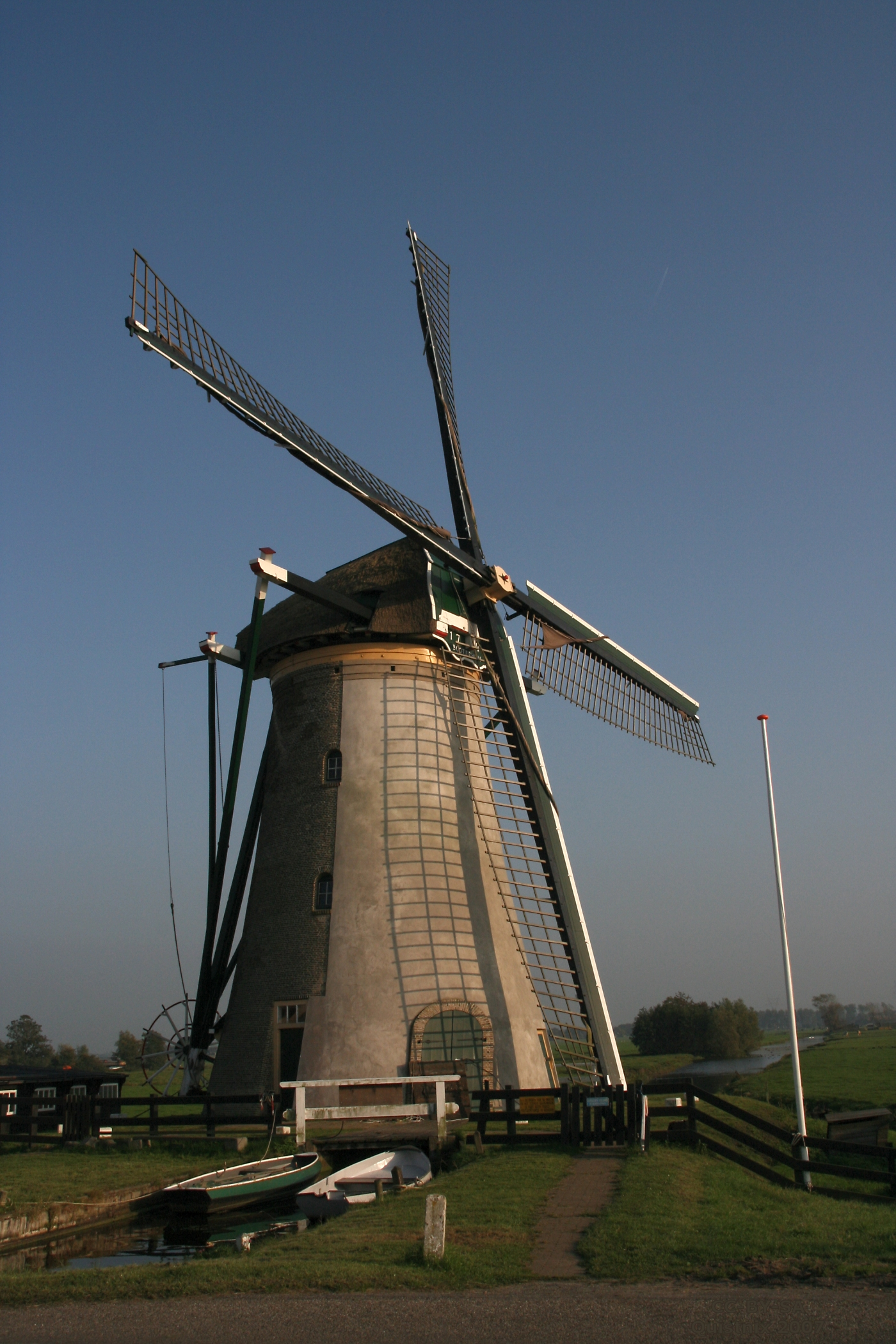
Mulino a vento a Warmond, nella zona dei Kagerplassen
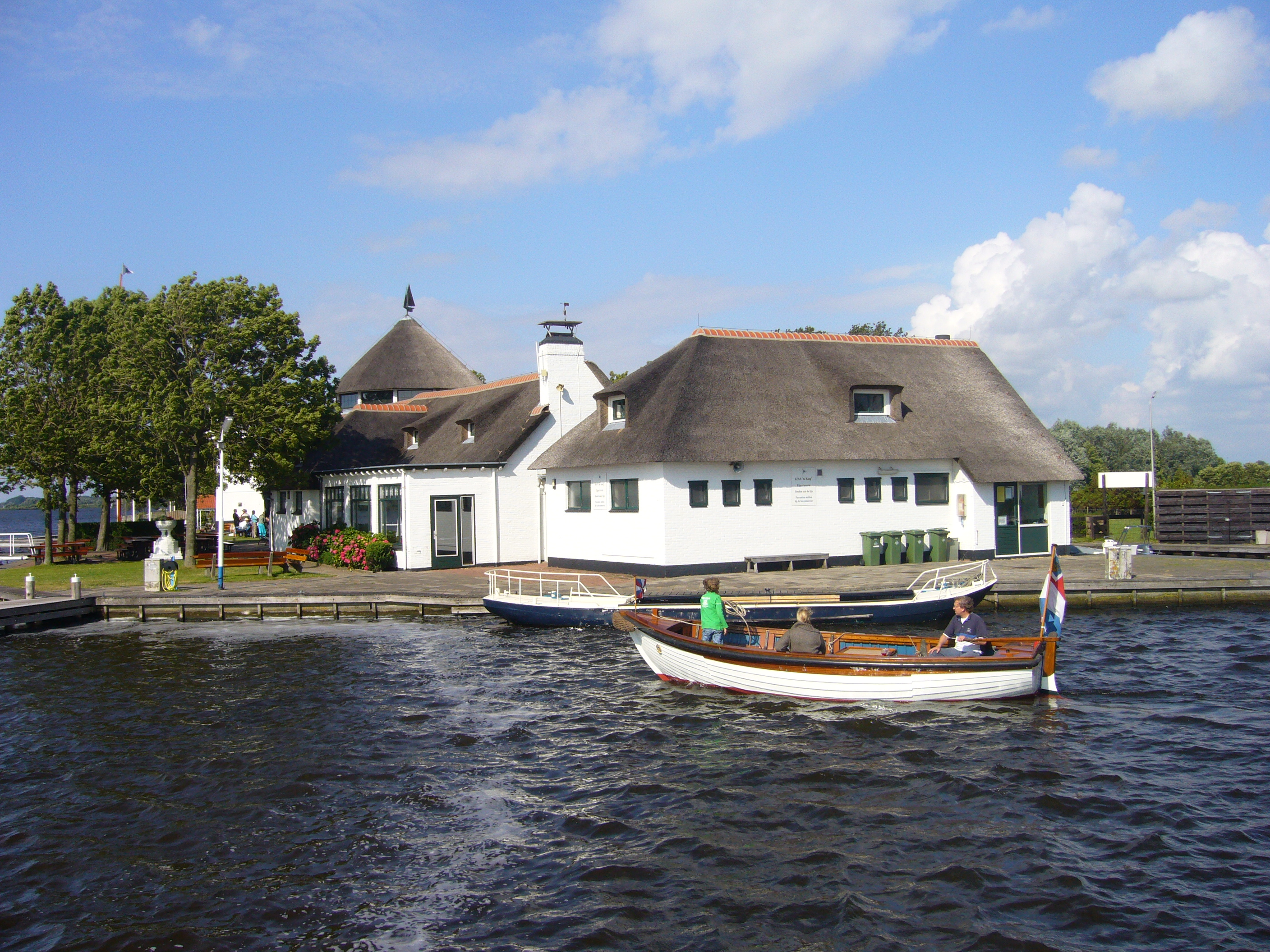
De Kaag, località della zona dei Kagerplassen

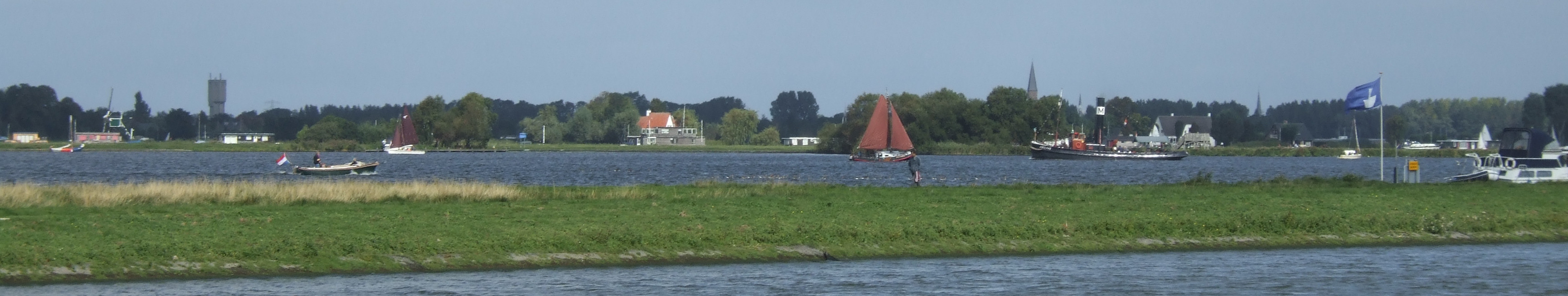
Olanda meridionale: sport acquatici nei Kagerplassen